# Jørgen Scheel
Jørgen Jacob Scheel, född den 9 februari 1916, död den 13 april 1989, var en dansk greve, överste, upptäcktsresande och iktyolog, specialiserad på äggläggande tandkarpar i underordningen Aplocheiloidei. I sitt arbete som taxonom har Scheel vetenskapligt beskrivit en mängd fiskarter, bland annat i släktena Aphyosemion och Fundulopanchax. Jørgen Scheel har dessutom fått några arter uppkallade efter sig, bland dem Aphyosemion joergenscheeli och Fundulopanchax scheeli.
Jørgen Scheel bör ej förväxlas med den svenska kemisten Carl Wilhelm Scheele (1742–1786) eller den tyska pastorn och botanikern Georg Heinrich Adolf Scheele (1808–1864), som båda också arbetat som taxonomer och beskrivit flera fiskarter.